# Amor-Automobil-Bau
Die Amor-Automobil-Bau GmbH war ein deutscher Automobilhersteller, der von 1924 bis 1926 in Köln ansässig war. Das nur kurzlebige Unternehmen mit Sitz am Friesenplatz produzierte ab 1924 Kleinwagen in unterschiedlichen Karosserievarianten und -aufbauten (zwei-, drei- und viersitzig, jeweils offen und geschlossen), die zumeist mit einem Vierzylindermotor ausgestattet waren. Häufigster Typ der nach dem römischen Gott der Liebe benannten Amorwagen ist ein 4/16 PS.
Das Unternehmen entstand 1924 durch die Umwandlung der vormaligen Auto Hallen Cöln-West Florian Lefrère, Gesellschaft mit beschränkter Haftung. Herstellung und Vertrieb der Automobile liefen über die bereits seit längerem im Automobilhandel tätige Aktiengesellschaft Lefrère Motorfahrzeuge, die ebenfalls ihren Sitz am Friesenplatz hatte. Dort wurden jedoch keine Automobile produziert, sondern lediglich ausgestellt und verkauft. Gebaut wurden die Amor-Fahrzeuge wahrscheinlich in Ehrenfeld. Zur Promotion der Automobile nahmen Amor-Fahrzeuge an verschiedenen Zuverlässigkeitsfahrten und Autorennen teil, u. a. beim zweiten und dritten ADAC-Eifelrennen 1924 und 1925.
Die Amor GmbH wurde – vermutlich infolge wirtschaftlicher Schwierigkeiten – durch einen Gesellschafterbeschluss zum 9. März 1926 aufgelöst. Der einstige Stammsitz am Friesenplatz 23 ist als markantes Geschäftshaus mit einem Türmchen an der Straßenecke zur Venloer Straße hin erhalten (Baudenkmal Nr. 5360). Das Gebäude wurde um 1884/85 im Zuge der Neustadt-Bebauung errichtet und war zugleich auch Adresse eines Vergnügungslokals Eden-Garten (später Friesenpalast) der Unternehmerfamilie Lefrère.